# Király Gábor (költő)
Király Gábor (Budapest, 1956. október 22. –) magyar költő, szerző, vállalkozó. 2012-ben írta első verseit, melyeket előbb a www.gepnarancs.hu, majd az Amerikai Népszava közölt. 2014 óta a www.kalaka.com irodalmi újság és az Ezredvég folyóirat közli rendszeresen verseit.

## Életpályája

### Korai évek és tanulmányok
Király Gábor 1956. október 22-én született Leskovár Terézia és Király László második gyerekeként. Iskolai pályafutása nehézkesen indult, több általános iskolából is kirúgták. Középiskolai tanulmányait a Teleki Blanka Gimnáziumban végezte. Érettségi után az Ybl Miklós Építőipari Műszaki Főiskolára vették föl, ahol 1980-ban diplomázott.

### A vállalkozások kezdete
A főiskola után művezetői állásban kezdett dolgozni, mikor besorozták. A hadseregből másfél év múlva hadnagyi ranggal szerelt le. A sorkatonaság után visszatért a munkához: építésvezető, részlegvezető, majd szakcsoporti és végül kisszövetkezeti elnöki munkát végzett. A rendszerváltás idejére már három sikeres cég tulajdonosa és vezetője volt. 2001-ben létrehozta a Kalandor kiadót.

### A Gyermekétkeztetési Alapítvány
1993-ban a fia egyik osztálytársa kifordult az iskolapadból, mert előző péntek óta nem evett. Ennek hatására döntött úgy, hogy megalapítja a Gyermekétkeztetési Alapítványt, melynek mai napig a kuratóriumi elnöke. Az alapítvány működtetése a kezdeti időszakban kitöltötte Király mindennapjait. 2016. október 22-én lemondott az alapítvány vezetői posztjáról.

### Irodalmi munkásság
2002 és 2009 között 5 politikai tárgyú könyve jelent meg. Költészettel 2012-ben kezdett el foglalkozni az akkori irodalmi viszonyokra történő reakcióként. Az internetes költészeti körökben elterjed lírai prózák kontrasztjaként fejlesztette ki a kötött formákon, klasszikus alapokon nyugvó verselési stílusát. Első kötete, a „Csúf versek” 2014-ben jelent meg, 2016-ban a Négykezes című, négynyelvű kötettel jelentkezett (dr. Melinda Bonani - olasz, Katarina Peters - angol, Nicolas Roth - francia műfordításival). A 365 verset tartalmazó Öröknaptár című könyve kiadatlan. 2016. június 26-án írta utolsó versét.

## Magánélete
Felesége Erdei Magdolna, 1986-ban kötöttek házasságot, rá egy évre született első gyermekük Zoltán, majd további egy évvel később kisebbik fiuk, András.

## Költészete
Király Gábor költészete két elven alapul: Definíciója szerint a vers ritmikus szöveg és bár időnként elkalandozik a szabadvers irányába is, e definíció alapján határozottan elkülöníti egymástól a két műfajt. A második elve, hogy a vers feladata a szórakoztatás, ezért akármilyen témában is írjon mindig igyekszik érdekfeszítő hangnemben megszólítani az olvasót.
Számos költeménye tartalmaz társadalmi és politikai kritikát, Király nem habozik néha szatirikus, néha ironikus és néha brutálisan direkt módon kifejteni kora politikai és társadalmi viszonyairól alkotott véleményét. A közéleti költemények azonban csak kis részét ölelik fel témaskálájának, költeményei között találhatók szerelmes versek, gyerekversek, életképek, költői játékok egyaránt.

## Zenei pályafutása
Király Gábor nem tanult zenét, amikor nekikezdett zenei pályafutásának évekkel ezelőtt, akkor elmondása szerint még kottát sem tudott írni-olvasni. A tehetség és az önfejlesztés azonban utat tört magának, amire Kondor Ádám hivatásos, magasan jegyzett zeneszerző is felfigyelt, és pártfogásába vette az amatőr komponistát.
2021. június 21-én Magyarország legnívósabb kamaraegyüttese  – az Anima Musicae Kamarazenekar – Sugár Gergely dirigálásával be is mutatta Király egyik nagyobb szabású kompozícióját, a Négy fantázia kamarazenekarra és hegedűre címűt, amelynek szólistája Korcsolán Orsolya hegedűművész volt. A zeneakadémiai bemutató koncerten a darab nem akármilyen zenei környezetben, Mozart Figaro házassága nyitány, és Beethoven 1. (C-dúr) szimfónia, op. 21 művei mellett szerepelt.
2024 októberében a Gyermekétkeztetési Alapítvány A jövő zenéje címmel jótékonysági koncertet szervezett Kecskeméten, a jegyvásárlással azonban a résztvevők nemcsak egy jó ügyet támogathattak, hanem Király Gábor munkásságát is megismerhették. A közönség a zeneszerző személyében ugyanis nem mást, mint a Gyermekétkeztetési Alapítvány elnökét köszönthette. Király igényes szóló-, kamara- és zenekari darabjai ez alkalommal a Hollókői Huba koncertmester, művészeti vezető  által vezényelt Kecskeméti Szimfonikus Zenekar előadásában csendültek fel.

## Kiadói munkássága
- Szélesi Sándor: A démon szeme (2001)
- Szélesi Sándor: Vadásznak vadásza (2002)
- Szélesi Sándor: Tündérösvény (2002)
- Szélesi Sándor: A lelkek birodalma (2003)
- Fonyódi Tibor: Isten ostorai (Kalandor, 2002)
- Fonyódi Tibor: A háború művészete (Kalandor, 2002)
- Fonyódi Tibor: Ármány éneke (Kalandor, 2003)
- Fonyódi Tibor: A horka (Kalandor, 2005)
- Fonyódi Tibor: Förgeteg (Kalandor, 2006)
- Kokas Zsolt: Gyónás (2004)
- Jonathan Santlofer: Halálművész (2004)
- Marcus Lord: Szerelmem Tel-Aviv (2008)
- Raffaella Barker: Csirketánc (2007)
- Joe R. Lansdale: Elveszett visszhangok (2008)
- Joe R. Lansdale: Forró pite (2004)
- Susanne Sonn: Halálos téboly (2004)
- Orson Scott Card: Fáklya (2008)
- Orson Scott Card: A hetedik fiú (2002)
- Orson Scott Card: A rézbőrű próféta (2003)
- Orson Scott Card: Kovácsinak (2004)
- Orson Scott Card: Múltfigyelők (2004)
- Orson Scott Card: Vándorlegény (2005)
- Kevin O'Brien: Csak sírjanak (2004)
- Alisa Kwitney: Kék gyémánt Lydiának (2004)
- Gregory E. Lang: Miért is van egy lánynak szüksége apára? (2002)
- Gregory E. Lang: Miért is van egy fiúnak szüksége apára? (2003)
- Bernard Knight: Nincs menedék (2004)
- Bernard Knight: Méregpohár (2005)
- Rákócza Richárd-Homolya Orsolya: Szökőár testközelből (2005)
- Peter Straub: Pokoltűz klub I-II. (2005)
- Peter Straub: Lebegő sárkány I-II. (2006)
- Mr. Parker: Vladimir Vladimirovich (2005)
- Átjáró Magazin sci-fi folyóirat (2002-2004)
- Bogdán István: Filamér (2006)
- Rákócza Richárd-Pityinger László: Könyvet akartok? Nesztek! (2005)
- Jill Barnett: Szerelemkastény (2004)
- Jill Barnett: Szentimentális utazás I-II. 2003
- Jill Barnett: A komisz hercegnő (2002)
- Schneider Attila: A sakk romantikája (2004)
- Kartali Zsuzsanna-Udvari Gábor: Úti cél: Kína (2004)
- T.A. Tyler: Tűzkeresztség (2002)
- T.A. Tyler: A pokol hajnala (2003)
- Larry Hagman: Helló drágám!
- Brian Scott Marshall: A lélekvesztő (2002)
- Mordechai Schoenfeld: Fekete narancs

## Művei
- Ez van (szerkesztő) (2002), Gyermekétkeztetési Alapítvány
- Újbeszél (2002), Bolt Informatikai Kft.
- Újszövetség (2003), Bolt Informatikai Kft.
- eMPé (2003), Bolt Informatikai Kft.
- 100 lapos kampány (2004), Kalandor Könyvkiadó
- Visszakézből (2007), Kalandor Könyvkiadó
- Csúf Versek (2014), Kalandor Könyvkiadó
- Négykezes (2016), Kalandor Kiadó